# 黃薪惠
黃薪惠（1963年4月16日—），韓國女演員，或譯黃新惠。

## 簡歷
黃薪惠於1963年在仁川出生，本名為黃貞萬（황정만），起名為父母希望求得兒子。
她在大學時期在仁荷工業專門大學就讀航空運航科，志向是成為空中服務員。她最初與演藝行業相關的活動是為太平洋化妝品擔任模特兒，其後踏入演藝圈的契機是在1983年時，以MBC第16期公開招聘演員出道，同年出演MBC的電視劇《父親和兒子》，並迅速以「韓國最美的面孔」的名聲走紅。
1987年，黃薪惠首度出演電影《我們快樂的年輕人》，飾演嫁給自己真愛的離婚女子「惠蓮」。此後，她在出演的15部電影中，全部皆為電影女主角角色。同時，自1990年的《走在水上的女人》開始，她亦持續與著名導演朴哲洙合作，參演他執導的不少電影。
1995年起，黃薪惠開始挑戰不同角色，包括在同年的電影《301, 302》飾演有進食障礙的女人，1997年電影《婦產科》中飾演婦產科醫生，以及在1998年電影《臥室與法庭》中飾演一個起訴丈夫的公司剝奪了她的性生活的妻子等。
黃薪惠自2002年參演盜匪喜劇電影《家庭》，飾演身為歌曲房小姐的主角「吳惠淑」後，便從電影圈中退隱。之後，她在2004年出演電視劇《天生緣分》後，更開展長達五年的演藝休息期，不再參演任何影視作品。期間，她透過不同活動活躍在公眾視線前，包括在2005年發表有關健康生活的書籍、2006年推出了成功的「Elypry」女性內衣系列。同時，她亦主持清談節目《The Queen》及《Talk Club Actors》，整容真人秀節目《Let美人》等，以不同的面貌持續活動。
自2009年起，黃薪惠恢復在小螢幕的演藝活動，例如出演2010年的《快樂我的家》、2012年的處境喜劇《Family》等。

## 影視作品

### 電視劇
- 1983年：MBC《父親和兒子（朝鲜语：아버지와 아들 (1983년 드라마)）》
- 1983年：MBC《Best劇場－我心中的風車》
- 1984年：MBC《Best劇場－雨傘裏的三個女人》
- 1984年：MBC《愛妻日記（朝鲜语：애처일기 (드라마)）》
- 1985年：MBC《紫芒草（朝鲜语：억새풀）》飾演 尹海芳
- 1986年：MBC《初戀（朝鲜语：첫사랑 (1986년 드라마)）》飾演 張惠珍
- 1986年：MBC《年輕時的肖像》
- 1987年：KBS《愛情的條件（朝鲜语：애정의 조건 (1987년 드라마)）》飾演 金元珠
- 1989年：MBC《幸福的女人（朝鲜语：행복한 여자 (1989년 드라마)）》飾演 宋汝京
- 1990年：MBC《Ttombang先生（朝鲜语：똠방각하）》飾演 柳春熙
- 1990年：KBS《野望的歲月（朝鲜语：야망의 세월）》飾演 韓智慧
- 1991年：SBS《知道銀河水嗎？（朝鲜语：은하수를 아시나요）》飾演 韓恩智
- 1992年：SBS《金盞花（朝鲜语：금잔화 (드라마)）》飾演 韓智宇
- 1992年：SBS《沙上的慾望（朝鲜语：모래위의 욕망）》飾演 劉惠敏
- 1994年：SBS《沒有愛》飾演 李華英
- 1995年：MBC《Best劇場－愛情動搖的時候》
- 1995年：SBS《海冰（朝鲜语：해빙 (1995년 드라마)）》飾演 姜賢貞
- 1996年：MBC《愛人（朝鲜语：애인 (드라마)）》飾演 尹汝京
- 1997年：MBC《灰姑娘（朝鲜语：신데렐라 (드라마)）》飾演 姜惠珍
- 2000年：SBS《愛的傳說（朝鲜语：사랑의 전설）》飾演 鄭英熙
- 2002年：MBC《危機男子（朝鲜语：위기의 남자 (2002년 드라마)）》飾演 李琴熙
- 2004年：MBC《天生緣分》飾演 黃宗慧
- 2009年：KBS《公主歸來》飾演 張鞏心
- 2010年：MBC《快樂我的家》飾演 毛尹熙
- 2011年：Channel A《蔬菜店的小夥子》飾演 崔江善
- 2012年：KBS《Family》飾演 于薪惠
- 2013年：SBS《熱愛》飾演 洪蘭楚
- 2015年：KBS《製作人》飾演 自己
- 2015年：MBN《因為媽媽沒關係》飾演 羅鍾熙
- 2016年：SBS《藍色海洋的傳說》飾演 姜瑞熙
- 2020年：KBS《Oh！三光公寓！》飾演 金正元
- 2021年：KBS《愛的麻花》飾演 朴熙玉

### 電影
- 1987年：《我們快樂的年輕人（朝鲜语：기쁜 우리 젊은 날 (영화)）》飾演 惠蓮
- 1988年：《Gagman（朝鲜语：개그맨 (영화)）》飾演 吳善英
- 1990年：《夢（朝鲜语：꿈 (1990년 영화)）》飾演 達萊
- 1990年：《走在水上的女人（朝鲜语：물 위를 걷는 여자 (영화)）》飾演 蘭熙
- 1991年：《漢城艾薇塔（朝鲜语：서울, 에비타）》飾演 李善英
- 1991年：《泰莉莎的情人（朝鲜语：테레사의 연인）》
- 1994年：《絕對之愛（朝鲜语：절대사랑）》
- 1995年：《無窮花開了（朝鲜语：무궁화 꽃이 피었습니다 (영화)）》飾演 申允美
- 1995年：《301,302（英语：301,302）》飾演 302號／允熙
- 1997年：《婦產科（英语：Push! Push! (film)）》飾演 韓正妍
- 1998年：《殺人的故事（朝鲜语：죽이는 이야기）》飾演 末熙
- 1998年：《臥室與法庭（朝鲜语：생과부 위자료 청구 소송）》飾演 李慶子
- 1999年：《愛情麵包房（朝鲜语：주노명 베이커리）》飾演 韓正熙
- 2002年：《家庭（朝鲜语：패밀리 (영화)）》飾演 吳惠淑
- 2011年：《陽光姊妹淘》（特別演出）

## 綜藝節目
- 2012年：KBS《Happy Together 3》EP-260（與朴志胤、金多絮）
- 2018年：tvN《守美的拌菜》EP-10 (2018.08.08)
- 2020年：JTBC《認識的哥哥》EP.249

## 外部連結
- 黃薪惠的Instagram帳戶
- YouTube上的黃薪惠頻道